# Santa Sede
La Santa Sede (en latín: Sancta Sedes) —también conocida como Sede Apostólica, Sede de Pedro o Sede de Roma, entre otras variantes— es la sede del obispo de Roma, el papa, la cual ocupa un lugar preeminente entre las demás sedes episcopales, constituye el gobierno central de la Iglesia católica, por quien actúa y habla, y es reconocida internacionalmente como una entidad soberana.
La Santa Sede es a su vez la expresión con la que se alude al papa y a los organismos de la curia romana, que lo asisten en su responsabilidad al frente de la Iglesia católica.
El papa se sirve de la curia y tramita por medio de ella los asuntos eclesiales, por lo que esta realiza su labor en nombre y bajo la autoridad del sumo pontífice, para el correcto funcionamiento de la Iglesia y el logro de sus objetivos. La curia romana está compuesta por un grupo de instituciones, entre las que se encuentran la Secretaría de Estado, los dicasterios, los organismos de justicia y organismos económicos, y otras oficinas.
La curia romana tiene la función de ayudar al papa en su gobierno de la Iglesia universal y de las Iglesias particulares; no tiene, sin embargo, una misión pastoral específica para la diócesis de Roma, por lo que para las necesidades espirituales de la diócesis existe el vicariato de Roma, frente al que se sitúa el cardenal vicario, que gobierna el territorio italiano de dicha diócesis con potestad vicaria del sumo pontífice. Para el territorio concreto de la Ciudad del Vaticano, dentro de la misma diócesis, existe otro vicariato a cuyo frente se encuentra un vicario general.
La personalidad jurídica de la Santa Sede le permite mantener relaciones diplomáticas con otros Estados, firmar tratados y enviar y recibir representantes diplomáticos, algo que se remonta a varios siglos atrás. Ya desde finales del siglo XV comenzó a recibir con cierta estabilidad enviados diplomáticos, y en el siglo XVI empezaron a constituirse representaciones permanentes. En la actualidad, además, participa en organismos internacionales como las Naciones Unidas.
La Santa Sede posee plena propiedad y soberanía exclusiva sobre la Ciudad del Vaticano, un Estado establecido en 1929, tras la firma de los Pactos de Letrán, con el objeto de ser instrumento de la independencia de la Santa Sede y de la Iglesia católica respecto a cualquier otro poder externo. De forma abstracta, además de ser la Santa Sede el supremo gobierno y representación de la Iglesia, también lo es de la Ciudad del Vaticano. Otros territorios fuera de la Ciudad del Vaticano también cuentan con estatus de extraterritorialidad en favor de la Santa Sede.

## Origen del término

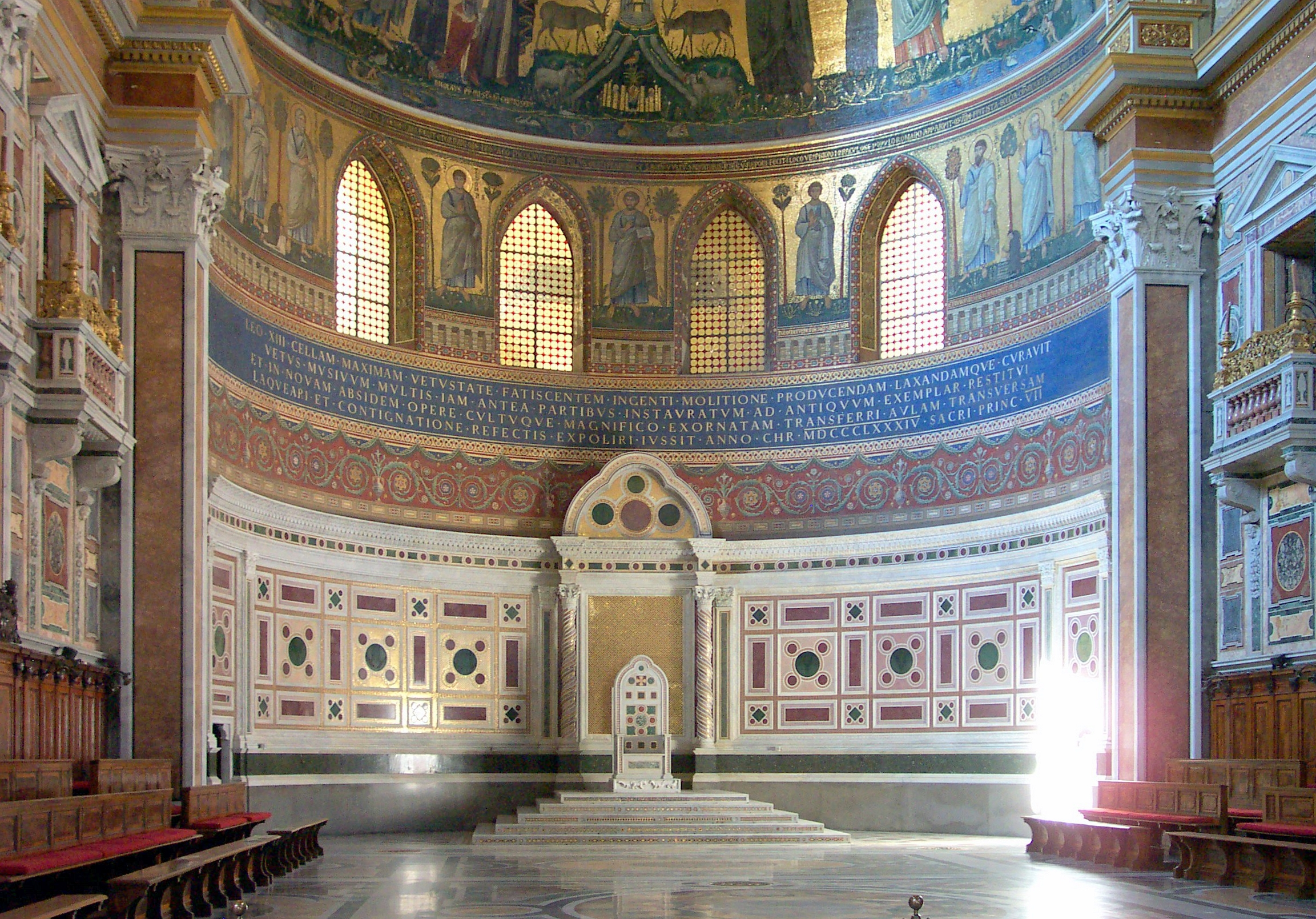
La sede o cátedra del obispo de Roma en la archibasílica de San Juan de Letrán, catedral de Roma y la primera de entre las basílicas papales.

El término Santa Sede o Sede Apostólica como alusión al papa y a su autoridad tiene su origen en la consideración del obispo de Roma como sucesor de san Pedro y cabeza visible de la Iglesia.
En los primeros tiempos del cristianismo las iglesias locales que habían sido fundadas por uno de los apóstoles eran aludidas como "sedes apostólicas" pero con el tiempo este término se fue reservando al obispo de Roma, en tanto que sucesor de la cabeza del Colegio Apostólico.
Además de Roma, únicamente el obispado alemán de Maguncia (Mainz) puede usar la denominación de Santa Sede hoy en día en la Iglesia de Occidente, llamándose Santa Sede de Maguncia o, en latín, Sancta Sedes Moguntia.

## La Sede Apostólica en la doctrina católica
La doctrina católica predica del papa una serie de atributos, los cuales son la supremacía y la plenitud de las potestades de régimen (poderes legislativo, ejecutivo y judicial) y de magisterio.
Por un lado, esto implica la supremacía del poder del papa en todas las cuestiones referidas al gobierno y disciplina de la Iglesia, potestad que además es plena e inmediata y que puede ejercer sobre todos los pastores y todos los fieles.
Así, la jurisdicción de la Santa Sede como tal se estableció en los siguientes términos:

El Romano Pontífice, sucesor de San Pedro en el primado, no sólo tiene la primacía de honor, sino también el poder supremo de la jurisdicción sobre la iglesia universal, así como en las cosas relativas a la fe y la moral, y en aquellas materias que pertenecen a la disciplina y gobierno de la Iglesia extendida por todo el mundo. Este poder es verdaderamente episcopal, de forma ordinaria e inmediata, sobre todas y cada una de las iglesias, sobre todos y cada uno de los pastores y de los fieles, independiente de cualquier autoridad humana.

Por el otro, significa que la función de enseñar de la Iglesia adquiere un cariz especial en la persona del romano pontífice, puesto que su magisterio ordinario goza de una consideración especial y puesto que es la única persona que individualmente goza del privilegio de la infalibilidad, es decir, que cuando define como revelada por Dios una determinada doctrina sobre la Fe o la Moral está preservado del error.

## Curia romana
La curia romana es el conjunto de órganos de gobierno de la Santa Sede. El papa se sirve y tramita a través de ella los asuntos de la Iglesia, por lo que la Curia realiza su labor en nombre y bajo la autoridad del sumo pontífice, para el correcto funcionamiento de la Iglesia y el logro de sus objetivos. Está compuesta por un grupo de instituciones, entre las que se encuentran la Secretaría de Estado, los dicasterios, los organismos de justicia y organismos económicos, y otras oficinas.
La curia romana tiene la función de ayudar al papa en su gobierno de la Iglesia universal y de las iglesias particulares; no tiene una misión pastoral específica para la diócesis de Roma, por lo que para las necesidades espirituales de dicha diócesis existe el vicariato de Roma, frente al que se sitúa el cardenal vicario, que gobierna la diócesis romana con potestad vicaria del sumo pontífice. Para el territorio concreto de la Ciudad del Vaticano, dentro de la diócesis, existe también un vicariato a cuyo frente se encuentra el vicario general de la Ciudad del Vaticano.

### Secretaría de Estado

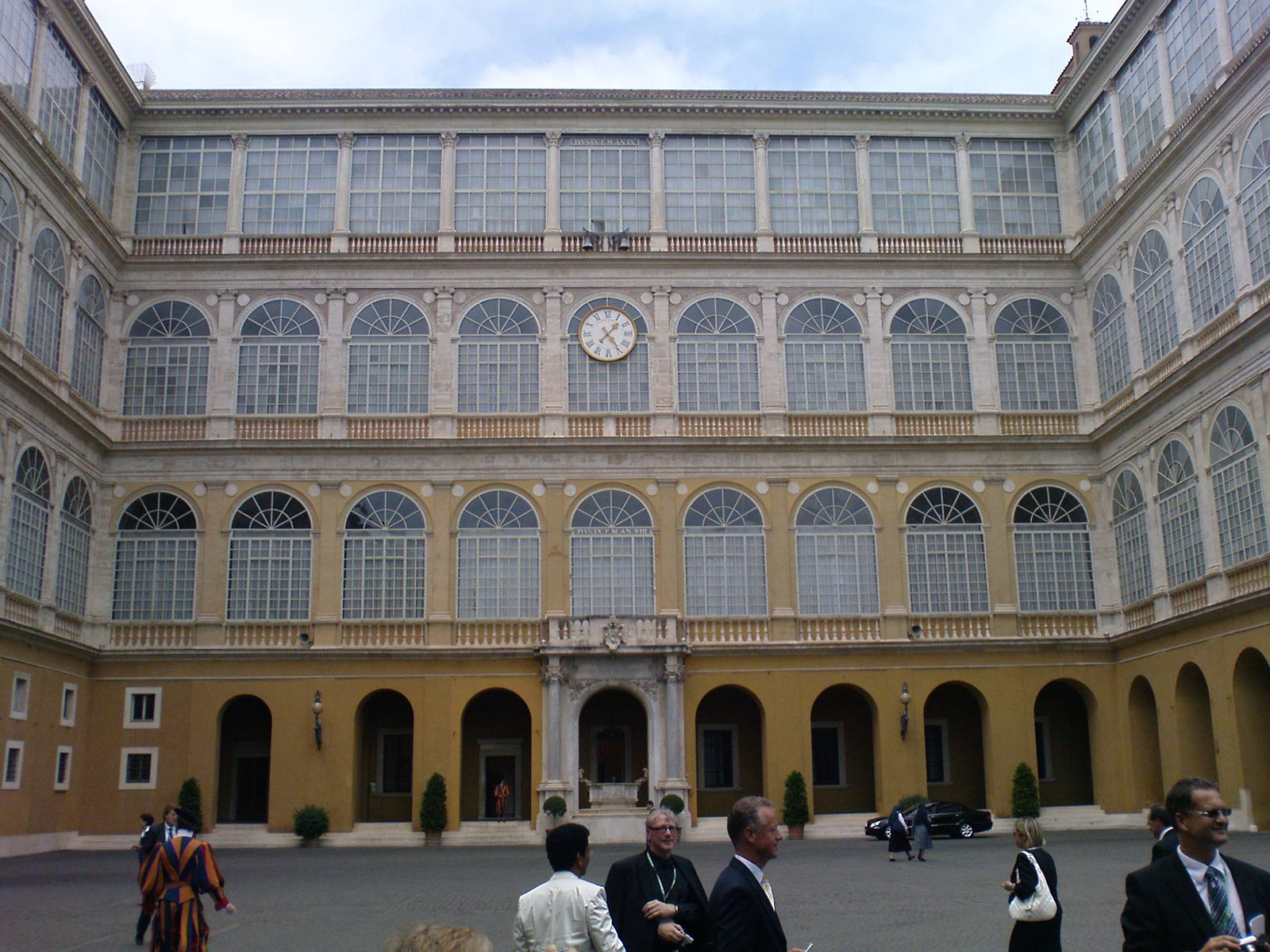
El Palacio Apostólico de la Ciudad del Vaticano alberga la Secretaría de Estado de la Santa Sede.

La Secretaría de Estado es el dicasterio que colabora más de cerca con el sumo pontífice en el ejercicio de sus funciones. Su origen se remonta al siglo XV, y ha tenido distintas configuraciones durante su historia. En la actualidad se divide en tres secciones: la Sección para los Asuntos Generales (o Primera Sección), la Sección para las Relaciones con los Estados (o Segunda Sección) y  la Sección para el Personal de planta diplomático de la Santa Sede (o Tercera Sección).
La primera sección es la que se encarga de los asuntos habituales del papa, desde la redacción de documentos o los trámites para los nombramientos en la Curia a la actividad de sus representantes en las iglesias particulares, las embajadas ante la Santa Sede o la comunicación. La sección segunda, en cambio, se encarga de las relaciones con los gobiernos civiles, la firma de concordatos o similares con los Estados y la representación de la Santa Sede en organismos internacionales. La tercera sección se ocupa de las cuestiones relativas al personal del servicio diplomático de la Santa Sede.
La Secretaría de Estado se encuentra presidida por un cardenal secretario de Estado, que desde finales de 2013 es Pietro Parolin. El secretario de Estado es el máximo exponente de la actividad tanto diplomática como política de la Santa Sede, y puede llegar a representar al propio papa.

### Tribunales

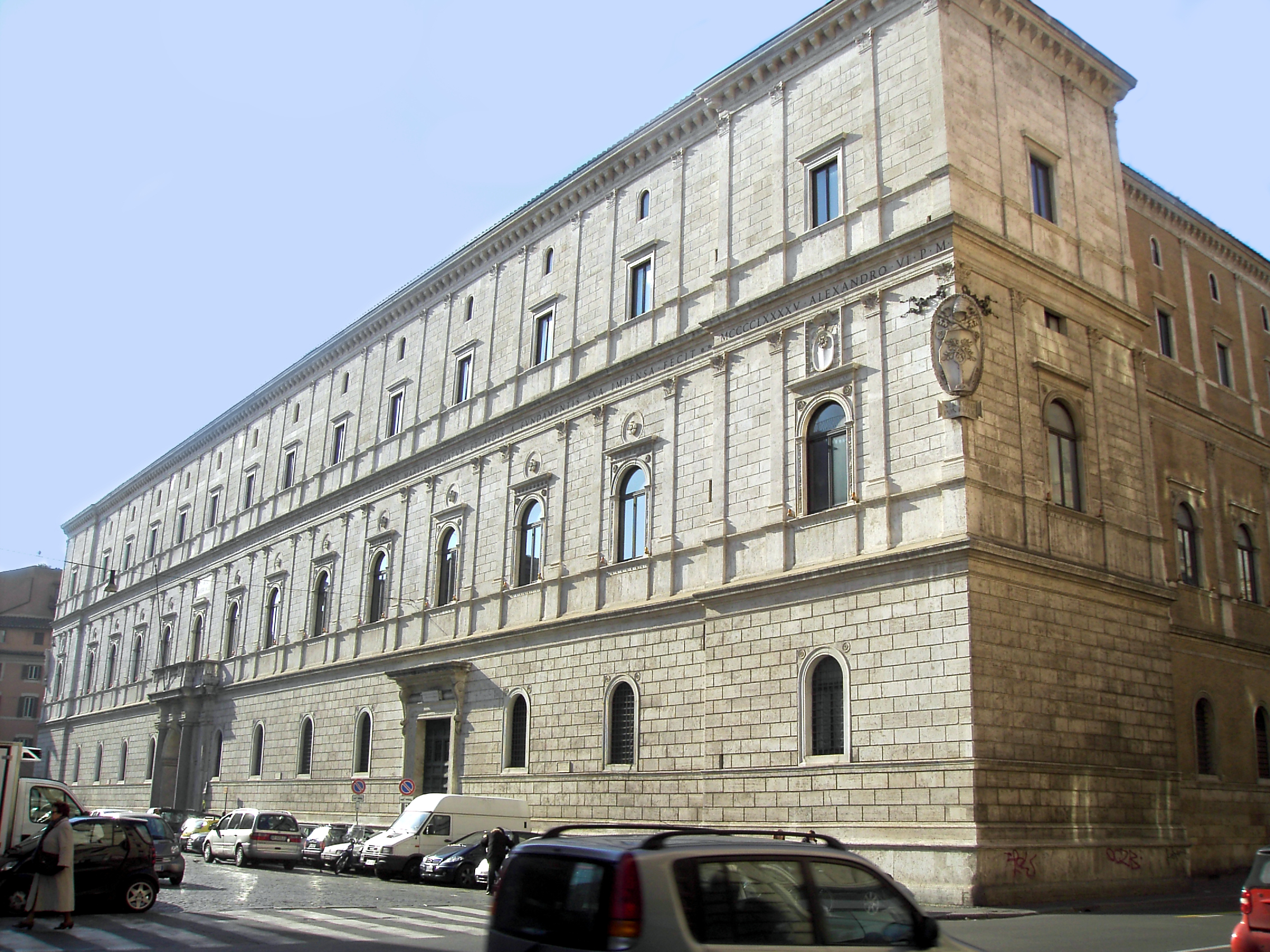
Los tribunales de la Santa Sede se encuentran en el Palacio de la Cancillería, en Roma.

El papa es el juez supremo de la Iglesia católica, y puede dictar sentencia personalmente, delegando en jueces o mediante los tribunales ordinarios de la Santa Sede. Hay tres tribunales: la Penitenciaría Apostólica, que es responsable de cuestiones relacionadas con el fuero interno y las indulgencias, esto es, el perdón de los pecados; la Signatura apostólica, que actúa como tribunal supremo; y finalmente la Rota Romana, el tribunal de apelación ante el papa.

## Estatus en el derecho internacional
La Santa Sede ha sido reconocida, tanto en la práctica estatal (relaciones internacionales) y la doctrina jurídica moderna como un sujeto de derecho internacional, con derechos y obligaciones análogos a los de los Estados. Aunque la Santa Sede, a diferencia de la Ciudad del Vaticano, no cumple con todos los criterios establecidos en el derecho internacional para obtener la condición de Estado (una población permanente, un territorio definido, un gobierno estable y la capacidad de entrar en relaciones con otros Estados), la plena posesión de personalidad jurídica en el derecho internacional se demuestra en el hecho de que mantiene relaciones diplomáticas con 180 Estados y en que es miembro de varias organizaciones internacionales.

### Relaciones diplomáticas

Relaciones internacionales de la Santa Sede.
Relaciones diplomáticas
Otras relaciones
Sin relaciones

Desde la Edad Media la sede episcopal de Roma ha sido reconocida como una entidad soberana. La Santa Sede mantiene relaciones diplomáticas con 180 Estados soberanos, además de con la Unión Europea y la Orden de Malta; también mantiene relaciones con caracteres especiales con la Organización para la Liberación de Palestina. 69 de las misiones diplomáticas acreditadas ante la Santa Sede se encuentran en Roma.
La Santa Sede mantiene 180 misiones diplomáticas permanentes en el extranjero, de las cuales 74 no son residentes, por lo que varias de sus 106 misiones están acreditados en dos o más países u organizaciones internacionales, constituyendo de este modo una de las mayores redes diplomáticas del mundo. Las actividades diplomáticas de la Santa Sede son dirigidas por la Secretaría de Estado (encabezada por el cardenal secretario de Estado), a través de la Sección de Relaciones con los Estados.
Existen 15 Estados internacionalmente reconocidos con los que la Santa Sede no mantiene relaciones.

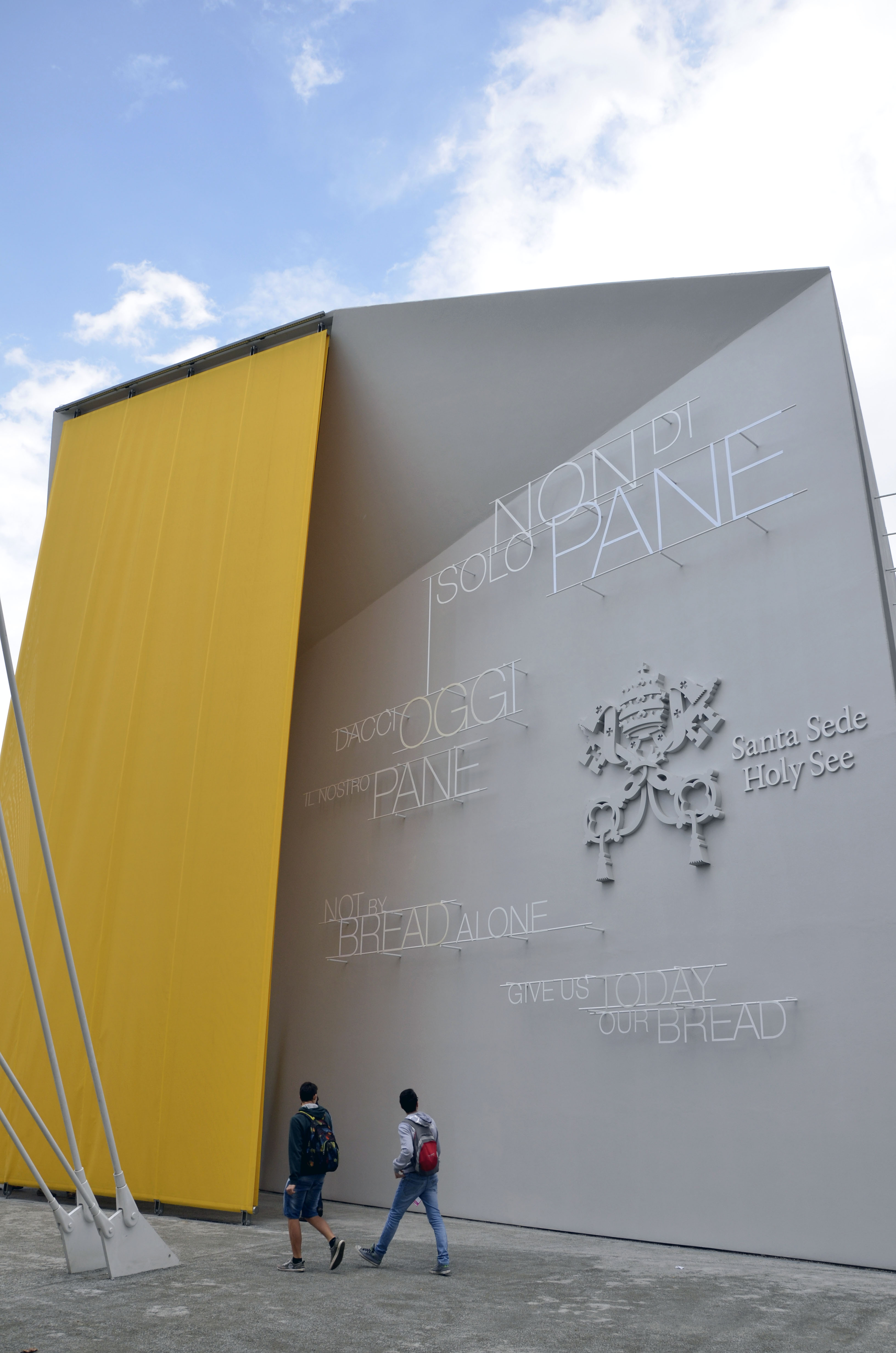
Pabellón de la Santa Sede en la Expo de Milán.

La Santa Sede es miembro de varias organizaciones internacionales y otros grupos, tales como el Organismo Internacional de Energía Atómica (OIEA), la Organización para la Seguridad y la Cooperación en Europa (OSCE) y el Alto Comisionado de las Naciones Unidas para los Refugiados (ACNUR). La Santa Sede es también miembro observador permanente en varias organizaciones internacionales, incluyendo las Naciones Unidas, el Consejo de Europa, la Unesco, la Organización Mundial del Comercio (OMC), la Organización Mundial de la Salud (OMS) y la Organización para la Alimentación y la Agricultura (FAO).
Los representantes diplomáticos de la Santa Sede, con rango de embajador, se denominan nuncios (nuncio apostólico o nuncio papal).

## Soberanía territorial
A lo largo de la historia, los papas han tenido poder sobre distintos territorios. Desde la institución de la Santa Sede, los fieles fueron donando bienes y territorios que pasarían a formar parte de los dominios papales. En el siglo XVIII los papas dominaban la franja central de la península italiana, además de enclaves como Aviñón y Venassino, en Francia, y Pontecorvo y Benevento, en Nápoles. En la actualidad, el territorio bajo soberanía de la Santa Sede se reduce a la Ciudad del Vaticano, un enclave de apenas 0,44 km² en la ciudad de Roma; no obstante, su jurisdicción se aplica también sobre algunas áreas de Italia con derecho de extraterritorialidad, además de las nunciaturas repartidas por todo el mundo.

### Ciudad del Vaticano

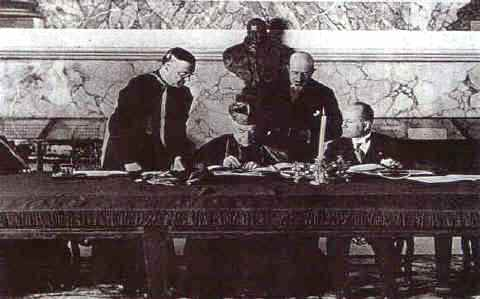
Firma de los pactos de Letrán por el secretario de Estado de la Santa Sede, Pietro Gasparri, y el primer ministro italiano, Benito Mussolini. Posteriormente serían ratificados por el papa Pío XI y el rey Víctor Manuel III.

Los Estados Pontificios, en los que había gobernado el papa hasta 1870, habían sido absorbidos por el Reino de Italia en el proceso de unificación italiana y, como consecuencia de ello, el papa y la Santa Sede habían quedado sometidos a la soberanía italiana para todos los efectos prácticos, generando un ambiente de hostilidad entre la Iglesia católica y el Estado italiano, situación denominada la «cuestión romana».
La Santa Sede creía que no era posible ejercer su misión sin la independencia de los poderes políticos que le daba el poder temporal. Debido a la imposibilidad de restituir los antiguos territorios papales anexionados por el Reino de Italia o que la sede pontificia fuese trasladada a otra ubicación, la solución a la cuestión romana fue la creación de un Estado bajo poder papal reducido a la mínima expresión territorial.
Los pactos de Letrán, firmados el 11 de febrero de 1929 por el cardenal secretario de Estado Pietro Gasparri, en nombre del papa Pío XI, y por el primer ministro de Italia, Benito Mussolini, en nombre del rey Víctor Manuel III, supusieron la independencia política de la Santa Sede del Reino de Italia, mediante la creación del Estado de la Ciudad del Vaticano, así como el restablecimiento pleno de las relaciones entre los representantes de Italia y de la Iglesia católica, rotas desde 1870.

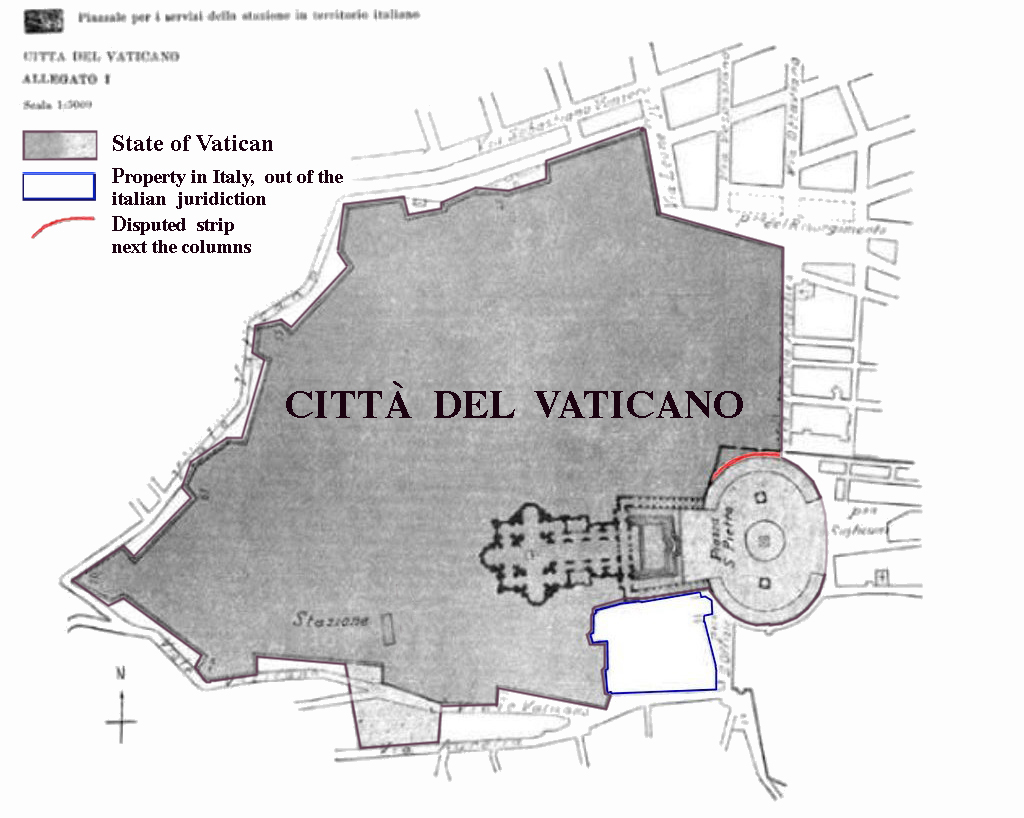
Territorio de la Ciudad del Vaticano en los pactos de Letrán.

En dichos acuerdos, el Reino de Italia reconoció en primer lugar la soberanía de la Santa Sede en el campo internacional «como atributo inherente a su naturaleza, conforme a su tradición y a las exigencias de su misión en el mundo», admitiéndole «la plena propiedad, y la exclusiva y absoluta potestad y jurisdicción soberana» sobre el territorio de la Ciudad del Vaticano, lo que «supone que en la misma no haya alguna injerencia por parte del Gobierno italiano y que no haya otra autoridad que no sea la de la Santa Sede». La consecuencia de los pactos para el papado fue una ganancia tanto en autoridad moral como en independencia política para el libre ejercicio de su actividad pastoral.
Si bien la Ciudad del Vaticano es un Estado soberano, no posee todas las habituales características de una comunidad política. Se trata de un Estado atípico con una función instrumental, que «existe para la conveniente garantía del ejercicio de la libertad espiritual de la Sede Apostólica, esto es, como medio para asegurar la independencia real y visible de la misma en su actividad de gobierno en favor de la Iglesia universal, como también de su obra pastoral dirigida a todo el género humano; no posee una sociedad propia para la cual haya sido constituido, ni siquiera se basa sobre las formas de acción social que determinan de ordinario la estructura y la organización de cualquier otro Estado. Además, las personas que colaboran con la Sede Apostólica, o incluso cooperan en el gobierno dentro del Estado de la Ciudad del Vaticano, no son, salvo pocas excepciones, ciudadanos de éste, ni, en consecuencia, tienen los derechos y las obligaciones (en particular las tributarias) que ordinariamente nacen de la pertenencia a un Estado».

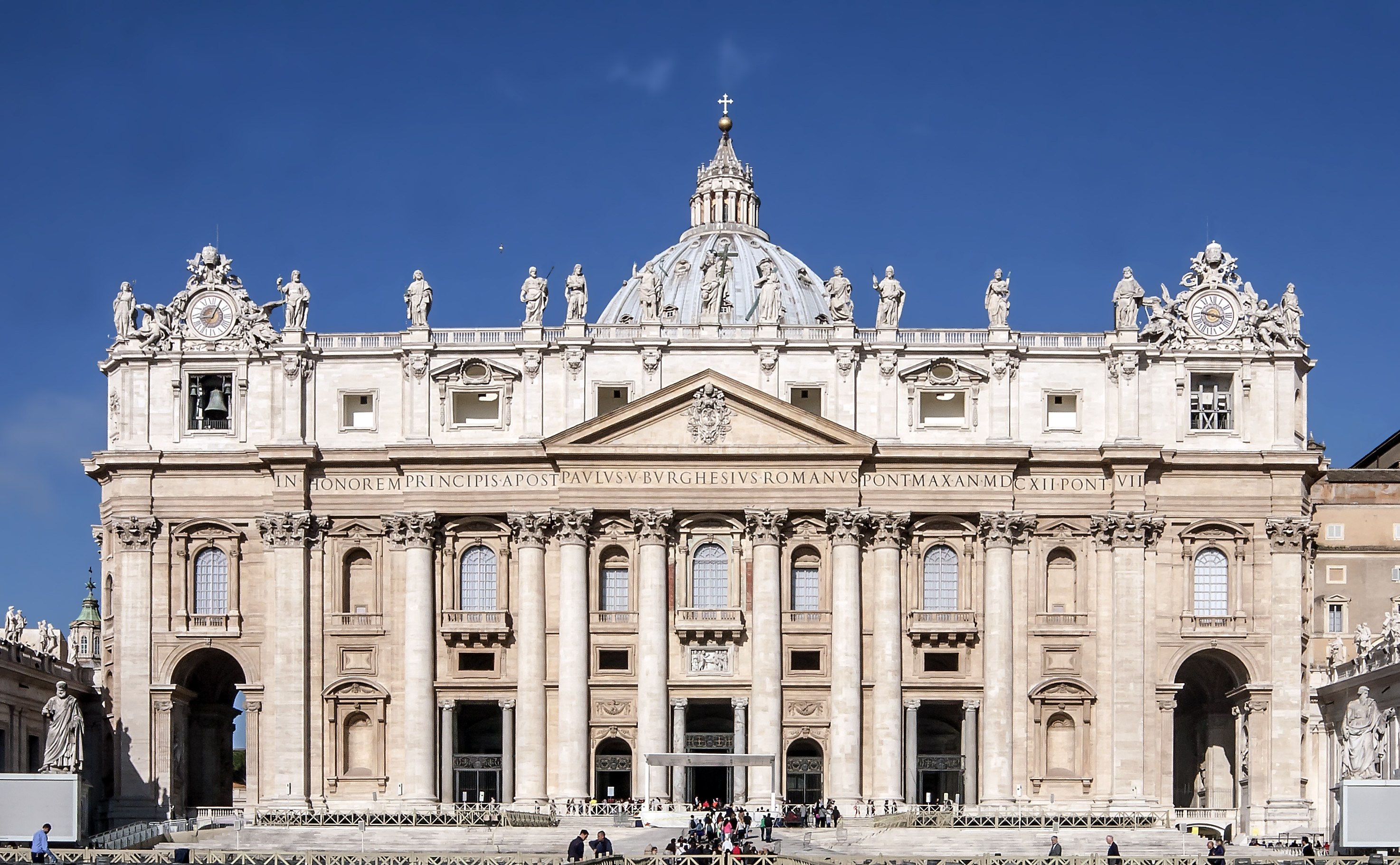
Fachada de la basílica de San Pedro, en la Ciudad del Vaticano.

La forma de gobierno de la Ciudad del Vaticano es la monarquía absoluta, siendo el papa el jefe del Estado, quien ostenta la plenitud de los poderes ejecutivo, legislativo y judicial. El poder legislativo es ejercitado por la Comisión Pontificia para el Estado de la Ciudad del Vaticano; el poder ejecutivo lo ejerce el presidente del Governatorato y de él dependen las direcciones y las oficinas centrales en que se encuentra organizado el Governatorato. Finalmente, el poder judicial es ejercitado en nombre del sumo pontífice por un juez único, un tribunal de primera instancia, una corte de apelaciones y una corte de casación.
En la Ciudad del Vaticano se encuentra el Palacio Apostólico, la residencia oficial del papa. El papa Francisco decidió sin embargo, tras su elección, que su vivienda habitual estuviese en la Domus Sanctae Marthae, empleando el palacio para audiencias y recepciones a autoridades y para el habitual rezo dominical del ángelus. El principal edificio religioso en el territorio es la basílica de San Pedro, edificada sobre la tumba del apóstol considerado por la Iglesia católica como el primer papa.